# Jarmila Wolfe
Jarmila Wolfe (születési nevén Jarmila Gajdošová, első férje nevén versenyezve Jarmila Groth), (Pozsony, 1987. április 26. –) szlovák születésű ausztrál hivatásos teniszezőnő, vegyes párosban Grand Slam-tornagyőztes, olimpikon.
2005-től 2017. januárig tartó pályafutása során két egyéni és egy páros WTA-tornát, valamint tizennégy egyéni és tíz páros ITF-tornát nyert meg. A Grand Slam-tornákon a legjobb eredményét 2013-ban vegyes párosban érte el, amikor honfitársa, Matthew Ebden oldalán megnyerte az Australian Opent. Párosban két alkalommal jutott a negyeddöntőbe: a 2012-es Roland Garroson és a 2014-es Australian Openen. Egyéniben 2010-ben két alkalommal is a 4. körig jutott: a Roland Garroson és Wimbledonban Legjobb egyéni világranglista-helyezése a huszonötödik volt, ezt 2011. május 16-án érte el, párosban a 31. helyen állt 2012. augusztus 27-én.
2003–ban Szlovákia, 2011–2015 között Ausztrália Fed-kupa válogatottjában összesen kilenc alkalommal, 16 mérkőzésen szerepelt a csapatok versenyén. A 2012-es londoni olimpián női párosban képviselte Ausztrália színeit.
2009 februárjában férjhez ment a szintén teniszező ausztrál Samuel Groth-hoz, s mióta 2009 novemberében megszerezte az ausztrál állampolgárságot, új hazája színeiben versenyez. 2011 áprilisában azonban elváltak, ezt követően ismét lánykori vezetéknevét használta (férjezett neve Jarmila Groth volt). 2015. novemberben ismét férjhez ment, férje Adam Wolfe, és 2016. januártól hivatalosan Jarmila Wolfe néven versenyzett.
2017. januárban elhúzódó és makacs sérülése miatt bejelentette visszavonulását. 2017. márciusban bejelentette, hogy gyereket vár, és november 11-én megszületett kislánya Natalia Jarmila Wolfe.

## Grand Slam-döntői

### Vegyes páros

#### Győzelmei (1)
| Év   | Torna           | Borítás | Partner       | Ellenfelek a döntőben           | Döntő eredménye |
| 2013 | Australian Open | Kemény  | Matthew Ebden | Lucie Hradecká František Čermák | 6–3, 7–5        |

## WTA-döntői

### Egyéni

#### Győzelmei (2)
| Összesítés           |                        |
| Grand Slam-torna (0) |                        |
| Tier I (0)           | Premier Mandatory* (0) |
| Tier II (0)          | Premier Five* (0)      |
| Tier III (0)         | Premier* (0)           |
| Tier IV (0)          | International* (2)     |
| Tier V (0)           | Challenger* (0)        |

* 2009-től megváltozott a tornák rendszere. Challenger tornákat 2012-től rendeznek.
 Az egymás mellett azonos színnel jelölt tornatípusok között nincs teljes mértékű megfelelés.
| No. | Dátum                | Torna                                        | Borítás | Ellenfél a döntőben   | Eredmény a döntőben |
| 1.  | 2010. szeptember 19. | Guangzhou International Women’s Open, Kanton | Kemény  | Alla Kudrjavceva      | 6–1, 6–4            |
| 2.  | 2011. január 15.     | Moorilla Hobart International, Hobart        | Kemény  | Bethanie Mattek-Sands | 6–4, 6–3            |

### Páros

#### Győzelmei (1)
| Összesítés           |                        |
| Grand Slam-torna (0) |                        |
| Tier I (0)           | Premier Mandatory* (0) |
| Tier II (0)          | Premier Five* (0)      |
| Tier III (0)         | Premier* (0)           |
| Tier IV (0)          | International* (1)     |
| Tier V (0)           | Challenger* (0)        |

* 2009-től megváltozott a tornák rendszere. Challenger tornákat 2012-től rendeznek.
 Az egymás mellett azonos színnel jelölt tornatípusok között nincs teljes mértékű megfelelés.
| No. | Dátum               | Torna                               | Borítás | Partner       | Ellenfelek a döntőben | Eredmény a döntőben |
| 1.  | 2006. augusztus 13. | Nordea Nordic Light Open, Stockholm | Kemény  | Eva Birnerová | Jen Ce Cseng Csie     | 0–6, 6–4, 6–2       |

#### Elveszített döntői (5)
| No. | Dátum                | Torna                                        | Borítás    | Partner          | Ellenfelek a döntőben          | Eredmény a döntőben | Eredmény a döntőben |
| 1.  | 2007. február 24.    | The Cellular South Cup, Memphis              | Kemény (f) | Morigami Akiko   | Nicole Pratt Bryanne Stewart   | 5–7, 6–4, [5–10]    |                     |
| 2.  | 2011. július 17.     | Nürnberger Gastein Ladies, Bad Gastein       | Salak      | Julia Görges     | Eva Birnerová Lucie Hradecká   | 6–4, 2–6, [10–12]   |                     |
| 3.  | 2012. július 15.     | Bank of the West Classic, Stanford           | Kemény     | Vania King       | Marina Eraković Heather Watson | 5–7, 6–7(7)         | (részletek)         |
| 4.  | 2012. szeptember 22. | Guangzhou International Women’s Open, Kanton | Kemény     | Monica Niculescu | Tamarine Tanasugarn Csang Suaj | 6–2, 2–6, [8–10]    | (részletek)         |
| 5.  | 2016. január 16.     | Moorilla Hobart International, Hobart        | Kemény     | Kimberly Birrell | Han Hszin-jün Christina McHale | 3–6, 0–6            |                     |

## ITF-döntői

### Egyéni 18 (14–4)
| $100,000 torna |
| $75,000 torna  |
| $50,000 torna  |
| $25,000 torna  |
| $10,000 torna  |

| Eredmény | No. | Dátum                | Torna                                                      | Borítás | Ellenfél              | Eredmény            |
| -------- | --- | -------------------- | ---------------------------------------------------------- | ------- | --------------------- | ------------------- |
| Győztes  | 1.  | 2003. február 30.    | Rabat, Marokkó                                             | Salak   | Astrid Waernes-Garcia | 6–3, 6–0            |
| Döntős   | 1.  | 2004. május 9.       | Fukuoka, Japán                                             | Szőnyeg | Ana Ivanović          | 2–6, 7–6(4), 6–7(4) |
| Győztes  | 2.  | 2005. május 7.       | Catania, Olaszország                                       | Salak   | Ivana Abramović       | 6–3, 7–5            |
| Győztes  | 3.  | 2005. július 10.     | Felixstowe, Anglia                                         | Fű      | Alla Kudrjavceva      | 7–5, 6–1            |
| Győztes  | 4.  | 2006. február 19.    | Sydney, Ausztrália                                         | Kemény  | Sophie Ferguson       | 6–4, 3–6, 7–6(3)    |
| Győztes  | 5.  | 2006. február 26.    | Gosford, Ausztrália                                        | Kemény  | Csan Jung-zsan        | 6–3, 3–0 feladta    |
| Győztes  | 6.  | 2006. március 19.    | Canberra, Ausztrália                                       | Salak   | Monique Adamczak      | 7–6(5), 6–2         |
| Győztes  | 7.  | 2006. július 23.     | Vittel, Franciaország                                      | Salak   | Olivia Sanchez        | 6–4, 6–0            |
| Győztes  | 8.  | 2008. május 4.       | Gimcheon, Dél-Korea                                        | Kemény  | Lu Csing-csing        | 6–3, 6–2            |
| Döntős   | 2.  | 2008. szeptember 14. | Rockhampton, Ausztrália                                    | Kemény  | Monique Adamczak      | 6–4, 2–6, 6–7(4)    |
| Győztes  | 9.  | 2008. szeptember 21. | Kawana, Ausztrália                                         | Kemény  | Isabella Holland      | 7–5, 6–4            |
| Győztes  | 10. | 2008. október 12.    | Traralgon, Ausztrália                                      | Kemény  | Melanie South         | 6–3, 3–6, 6–1       |
| Győztes  | 11. | 2008. október 26.    | Tajpej, Tajvan                                             | Szőnyeg | Corinna Dentoni       | 4–6, 6–4, 6–1       |
| Döntős   | 3.  | 2008. november 2.    | Tokió, Japán                                               | Kemény  | Morita Ajumi          | 2–6, 6–2, 3–6       |
| Döntős   | 4.  | 2010. február 7.     | Burnie, Ausztrália                                         | Kemény  | Arina Rodionova       | 1–6, 0–6            |
| Győztes  | 12. | 2010. március 7.     | Sydney, Ausztrália                                         | Kemény  | Szema Jurika          | 6–3, 6–3            |
| Győztes  | 13. | 2014. június 15.     | Aegon Nottingham Challenge, Nottingham, Egyesült Királyság | Fű      | Bacsinszky Tímea      | 6–2, 6–2            |
| Győztes  | 14. | 2014. augusztus 3.   | Odlum Brown Vancouver Open, Vancouver, Kanada              | Kemény  | Leszja Curenko        | 3–6, 6–2, 7–6(3)    |

### Páros: 19 (10–9)
| $100,000 torna |
| $75,000 torna  |
| $50,000 torna  |
| $25,000 torna  |
| $10,000 torna  |

| Eredmény | No. | Dátum                | Torna                                                      | Borítás | Partner                 | Ellenfél                                  | Eredmény            |
| -------- | --- | -------------------- | ---------------------------------------------------------- | ------- | ----------------------- | ----------------------------------------- | ------------------- |
| Döntős   | 1.  | 2005. július 9.      | Felixstowe, Anglia                                         | Fű      | Alla Kudrjavceva        | Leanne Baker Francesca Lubiani            | 1–6 6–4 2–3 feladta |
| Döntős   | 2.  | 2005. július 23.     | Galatina, Olaszország                                      | Salak   | Taccjana Pucsak         | Casey Dellacqua Lucia Gonzalez            | 4–6 3–6             |
| Győztes  | 1.  | 2006. április 16.    | Patras, Görögország                                        | Kemény  | Christina Horiatopoulos | Mervana Jugić-Salkić Jana Levcsenko       | 6–1 6–4             |
| Győztes  | 2.  | 2006. június 9.      | Prostějov, Csehország                                      | Salak   | Morigami Akiko          | Līga Dekmeijere Alicja Rosolska           | 6–3 7–6(3)          |
| Győztes  | 3.  | 2006. augusztus 6.   | Baden-Baden, Németország                                   | Salak   | Frederica Piedade       | Libuše Průšová Barbora Záhlavová-Strýcová | 7–5 4–6 7–6(6)      |
| Győztes  | 4.  | 2008. április 27.    | Incheon, Dél-Korea                                         | Kemény  | Csan Csin-vej           | Chang Kyung-mi Lee Jin-a                  | 6–2 6–0             |
| Győztes  | 5.  | 2008. május 4.       | Gimcheon, Dél-Korea                                        | Kemény  | Csan Csin-vej           | Cho Yoon-jeong Kim Jin-hee                | 6–2 6–0             |
| Döntős   | 3.  | 2008. szeptember 12. | Rockhampton, Ausztrália                                    | Kemény  | Michaela Johansson      | Tezuka Remi Csou Ji-miao                  | 6–7(2) 4–6          |
| Döntős   | 4.  | 2008. október 10.    | Traralgon, Ausztrália                                      | Kemény  | Jessica Moore           | Natalie Grandin Robin Stephenson          | 4–6 2–6             |
| Döntős   | 5.  | 2008. október 10.    | Mildura, Ausztrália                                        | Fű      | Jade Hopper             | Casey Dellacqua Jessica Moore             | 2–6 6–7(3)          |
| Döntős   | 6.  | 2010. március 27.    | Jersey, Anglia                                             | Kemény  | Melanie South           | Maret Ani Anna Smith                      | 5–7 4–6             |
| Döntős   | 7.  | 2010. november 15.   | Wellington, Új-Zéland                                      | Kemény  | Jade Hopper             | Babos Tímea Tammi Patterson               | 3–6 2–6             |
| Döntős   | 8.  | 2010. november 22.   | Traralgon, Ausztrália                                      | Kemény  | Jade Hopper             | Babos Tímea Melanie South                 | 3–6 2–6             |
| Döntős   | 9.  | 2010. november 29.   | Bendigo, Ausztrália                                        | Kemény  | Jade Hopper             | Babos Tímea Melanie South                 | 3–6 2–6             |
| Győztes  | 6.  | 2014. január 27.     | Burnie, Ausztrália                                         | Kemény  | Storm Sanders           | Hozumi Eri Mijamura Miki                  | 6–4, 6–4            |
| Győztes  | 7.  | 2014. április 28.    | Gifu, Japán                                                | Kemény  | Arina Rodionova         | Doi Miszaki Hszie Su-jing                 | 6–3 6–3             |
| Győztes  | 8.  | 2014. május 12.      | Kurume, Japán                                              | Fű      | Arina Rodionova         | Junri Namigata Akiko Yonemura             | 6–4 6–2             |
| Győztes  | 9.  | 2014. június 15.     | Aegon Nottingham Challenge, Nottingham, Egyesült Királyság | Fű      | Arina Rodionova         | Verónica Cepede Royg Stephanie Vogt       | 7–6(0), 6–1         |
| Győztes  | 10. | 2016. április 9.     | Jackson, Egyesült Államok                                  | Salak   | Sharon Fichman          | Yuki Kristina Chiang Lauren Herring       | 6–2 6–3             |

## Eredményei Grand Slam-tornákon

### Egyéniben
| Grand Slam | Australian Open | Australian Open      | Roland Garros  | Roland Garros   | Wimbledon | Wimbledon       | US Open   | US Open         |
| Év         | Eredmény        | Utolsó ellenfél      | Eredmény       | Utolsó ellenfél | Eredmény  | Utolsó ellenfél | Eredmény  | Utolsó ellenfél |
| 2006       | 1. kör          | Martina Müller       | 2. kör         | Patty Schnyder  | 1. kör    | Nicole Pratt    | 3. kör    | Gyinara Szafina |
| 2007       | 1. kör          | M. Sequera           | 1. kör         | Andrea Petković | 2. kör    | Jelena Janković | 1. kör    | Jelena Janković |
| 2008       | 1. kör          | Serena Williams      | 1. kör         | Olivia Sanchez  | Selejtező | Selejtező       | Selejtező | Selejtező       |
| 2009       | 1. kör          | V. Razzano           | 3. kör         | Jelena Janković | 2. kör    | Serena Williams | 1. kör    | Peng Suaj       |
| 2010       | 1. kör          | Sofia Arvidsson      | 4. kör         | J. Svedova      | 4. kör    | Venus Williams  | 1. kör    | Marija Sarapova |
| 2011       | 1. kör          | Y. Wickmayer         | 3. kör         | Andrea Petković | 3. kör    | C. Wozniacki    | 2. kör    | Vania King      |
| 2012       | 1. kör          | Marija Kirilenko     | 2. kör         | C. Wozniacki    | 1. kör    | Morita Ajumi    | 1. kör    | N. Petrova      |
| 2013       | 1. kör          | Y. Wickmayer         | –              | –               | –         | –               | –         | –               |
| 2014       | 1. kör          | Angelique Kerber     | Selejtező (Q2) | Selejtező (Q2)  | 2. kör    | M L de Brito    | 1. kör    | Madison Keys    |
| 2015       | 2. kör          | Simona Halep         | 1. kör         | Amandine Hesse  | 1. kör    | Sabine Lisicki  | 1. kör    | Flavia Pennetta |
| 2016       | 1. kör          | Anastasija Sevastova | –              | –               | –         | –               | –         | –               |

### Párosban
| Grand Slam | Australian Open              | Australian Open                         | Roland Garros                   | Roland Garros                          | Wimbledon                | Wimbledon                            | US Open                 | US Open                               |
| Év         | Eredmény Partner             | Utolsó ellenfél                         | Eredmény Partner                | Utolsó ellenfél                        | Eredmény Partner         | Utolsó ellenfél                      | Eredmény Partner        | Utolsó ellenfél                       |
| 2006       | –                            | –                                       | –                               | –                                      | 3. kör Ashley Harkleroad | Juliana Fedak T Perebijnisz          | 1. kör Bryanne Stewart  | Gy Szafina Katarina Srebotnik         |
| 2007       | 2. kör Bryanne Stewart       | ME Camerin Gisela Dulko                 | 3. kör Morigami Akiko           | Csan Jung-zsan Csuang Csia-zsung       | 2. kör Morigami Akiko    | Janette Husárová Meghann Shaughnessy | 2. kör Bryanne Stewart  | Bethanie Mattek Szánija Mirza         |
| 2008       | 1. kör Bryanne Stewart       | Katarina Srebotnik Szugijama Ai         | –                               | –                                      | –                        | –                                    | –                       | –                                     |
| 2009       | 1. kör Kaia Kanepi           | Samantha Stosur Rennae Stubbs           | 1. kör Renata Voráčová          | Olha Szavcsuk Szun Tien-tien           | 1. kör Renata Voráčová   | Gisela Dulko Sahar Peér              | 1. kör Janette Husárová | Gallovits-Hall E Magdaléna Rybáriková |
| 2010       | 1. kör Olivia Rogowska       | Julie Coin M-È Pelletier                | –                               | –                                      | –                        | –                                    | 2. kör Klára Zakopalová | Vania King Jaroszlava Svedova         |
| 2011       | 2. kör Klára Zakopalová      | Julia Görges Lisa Raymond               | 2. kör Klára Zakopalová         | Csan Jung-zsan Monica Niculescu        | 2. kör Klára Zakopalová  | Květa Peschke Katarina Srebotnik     | 3. kör B Mattek-Sands   | Lisa Raymond Liezel Huber             |
| 2012       | 3. kör B Mattek-Sands        | Szánija Mirza Jelena Vesznyina          | Negyeddöntő Anastasia Rodionova | N Llagostera Vives MJ Martínez Sánchez | –                        | –                                    | –                       | –                                     |
| 2013       | 1. kör K Zakopalová          | Hszie Su-vej Peng Suaj                  | –                               | –                                      | –                        | –                                    | –                       | –                                     |
| 2014       | Negyeddöntő Ajla Tomljanović | Květa Peschke Katarina Srebotnik        | –                               | –                                      | –                        | –                                    | 3. kör Ajla Tomljanović | Martina Hingis Flavia Pennetta        |
| 2015       | 2. kör Ajla Tomljanović      | Michaëlla Krajicek B Záhlavová-Strýcová | 1. kör Ajla Tomljanović         | Karolína Plíšková Kristýna Plíšková    | 3. kör Ajla Tomljanović  | B Mattek-Sands Lucie Šafářová        | 1. kör Ajla Tomljanović | Asia Muhammad Maria Sanchez           |

## Év végi világranglista-helyezései
| Év     | 2003 | 2004 | 2005 | 2006 | 2007 | 2008 | 2009 | 2010 | 2011 | 2012 | 2013 | 2014 | 2015 | 2016 |
| Egyéni | 197. | 217. | 145. | 71.  | 145. | 98.  | 112. | 42.  | 33.  | 180. | 232. | 71.  | 102. | 621. |
| Páros  | 632. | –    | 303. | 69.  | 70.  | 314. | 449. | 173. | 41.  | 42.  | 234. | 41.  | 140. | 254. |